# Оклахома!
«Оклахо́ма!» (англ. Oklahoma!) — первый мюзикл, созданный композитором Ричардом Роджерсом и либреттистом Оскаром Хаммерстайном. Его действие происходит в 1906 году на территории Оклахома, недалеко от города Клермора. Тогда на так называемой индейской территории создавался новый штат Оклахома. В основе пьесы лежит идея дружбы и сотрудничества между разными группами населения штата: между её местными обитателями — ковбоями-скотоводами и пришельцами из соседнего штата Миссури — фермерами-земледельцами. В центре сюжета — любовная история между ковбоем Кёрли Маклейном и молодой девушкой Лори Уильямс, работающей на собственной ферме.

## Сюжет
Кёрли Маклейн приходит («Oh, What a Beautiful Mornin'» — «О, что за день благодатный») к своей возлюбленной Лори, чтобы пригласить её вечером на танцы. На танцах должен состоятся благотворительный аукцион, на котором кавалеры будут биться за корзины с едой, приготовленной дамами. Молодые люди шутят друг на другом («The Surrey With The Fringe On Top» — «Шарабанчик с золотой бахромой»), затем начинают ругаться и, в конце концов, Лори отказывает Кёрли, а вместо этого решает идти с Джадом, работником своей тёти, тёмным и загадочным человеком с мрачным прошлым. В глубине души Лори боится Джада, но соглашается пойти с ним на танцы, чтобы разозлить Кёрли. Тем временем из Канзас-Сити возвращается ковбой Уилл Паркер («Kansas City» — «Канзас-Сити»). Уилл мечтает жениться на Эдо Энни, однако, отец Энни согласен на брак лишь при условии, что у Уилла будет 50 долларов. Тому удалось раздобыть деньги в Канзас-Сити, но он безрассудно потратил их на подарки для Эдо Энни, поэтому снова получает отказ от отца невесты. Неверная Эдо Энни в отсутствие Уилла проводила много времени с персидским торговцем Али Хакимом. Она не умеет отказывать мужчинам («I Cain’t Say No» — «Я не могу сказать — нет!») и считает, что любит обоих — и Али Хакима, и Уилла. Отец застаёт девушку в объятиях торговца и под дулом пистолета заставляет Али Хакима согласиться взять Эдо Энни в жёны («It’s a Scandal! It’s a Outrage!» — «Это свинство! Это подлость!»).
Джад за месяцы работы на ферме у Лори скопил большую сумму, достаточную, чтобы выкупить корзину девушки и вынудить её провести с ним весь вечер. Кёрли намерен отвоевать Лори. Он продаёт седло, лошадь и даже свой пистолет. Кёрли более не может быть ковбоем и вынужден отныне зарабатывать на жизнь фермерством. Ему удаётся перебить ставку Джада и выиграть корзину Лори. Али Хаким, наслаждающийся холостой жизнью и не собирающийся заводить семью, одалживает Уиллу 50 долларов, чтобы тот мог жениться на Эдо Энни. Джад признаётся Лори в своих чувствах и, получив отказ, начинает ей угрожать. Лори прогоняет Джада с фермы. Тот уходит, обещая отомстить. Испуганную Лори успокаивает Кёрли и предлагает ей руку и сердце. Лори, разобравшаяся в своих чувствах, принимает предложение («People Will Say We’re In Love» — «Скажут, что мы влюблены»). На свадьбе молодых людей («Oklahoma!») появляется пьяный Джад и нападает на Кёрли с ножом, но, в конечном итоге, сам падает на свой нож и погибает.

## Значение и популярность
«Оклахома!» может претендовать на звание первого мюзикла в современном понимании слова. Вокальные композиции и танцевальные номера впервые были объединены в полноценную историю, в основе которой лежал серьёзный драматический сценарий, написанный по пьесе Линна Риггса (англ. Lynn Riggs) «Зеленеют сирени» 1931 года. До этого в музыкальных комедиях песни являлись вставными номерами, имеющими мало отношения к сюжету.
Мюзикл был впервые поставлен Р. Мамуляном 11 марта 1943 года в театре Шуберта (Shubert Theatre) в Нью-Хейвене, где он шёл под названием «Поехали!» (Away We Go!). Неделю спустя он был показан в Бостоне. К премьере спектакля на Бродвее, которая состоялась 31 марта 1943 года (в оркестровой редакции Р. Р. Беннетта), авторы изменили название постановки. Теперь она называлась «Оклахома!». Спектакль приобрёл огромную популярность, выдержав более 2 тысяч постановок. За последующие годы он также неоднократно ставился во многих театрах, в том числе международных, и был экранизирован в качестве одноимённого фильма (1955) режиссёра Фреда Циннемана. «Оклахому!», чаще других произведений, избирают для постановки в школьных театрах США. Песня «Оклахома» из мюзикла стала официальным гимном штата Оклахома.
На русский язык в советское время тексты мюзикла переводили Татьяна Сикорская и Самуил Болотин.

## В ролях
Курсивом выделен первоначальный состав актёров.
| Персонаж                                | Описание                                                 | Знаменитые исполнители |
| --------------------------------------- | -------------------------------------------------------- | --- |
| Кёрли Маклейн / англ. Curly McLain      | Ковбой, влюблённый в Лори                                | Альфред Дрейк, Джеймс Мельтон, Говард Нил, Гордон Макрей, Хью Джекман, Патрик Уилсон, Лоуренс Гитард, Джон Коттер, Артур Дарвилл |
| Лори Уильямс / англ. Laurey Williams    | Племянница тёти Элли, независимая молодая девушка        | Джоан Робертс, Эвелин Викоф, Кристин Андреас, Лейла Бенн Харрис, Шелли Уинтерс                                                   |
| Джад / англ. Jud Fry                    | Нанятый тётей Элли работник на ферме                     | Говард Да Сильва, Шулер Хенсли, Альфред Молина                                                                                   |
| Тётя Элли / англ. Aunt Eller            | Всеми уважаемая старая женщина, хозяйка фермы, тётя Лори | Бетти Гард, Мэри Уикс, Андреа Мартин, Патти Дьюк, Морин Липмэн, Лоуиза Плоурайд                                                  |
| Эдо Энни Карнс / англ. Ado Annie Carnes | Постоянно влюбляющаяся молодая женщина                   | Селеста Холм, Шелли Уинтерс, Кристина Эберсол, Джессика Беверс                                                                   |
| Уилл Паркер / англ. Will Parker         | Ковбой, жених Эдо Энни                                   | Ли Диксон, Гарри Гренер |
| Эндрю Карнс / англ. Andrew Carnes       | Выборный судья, суровый отец Эдо Энни                    | Ральф Риггс |
| Али Хаким / англ. Ali Hakim             | Бродячий персидский торговец                             | Джозеф Бюлофф, Питер Поликарпов, Аасиф Мандви                                                                                    |